# Casal Bernocchi
Casal Bernocchi è una frazione di Roma Capitale, situata in zona Z. XXXIII Acilia Sud, nel territorio del Municipio Roma X (ex Municipio Roma XIII).

## Geografia
Sorge sul lato sud di via Ostiense, tra le frazioni di Acilia a ovest e Vitinia a est e rientra nel piano particolareggiato di Zona "O" n. 45 - "Malafede".

## Storia
Nasce nel 1960 nell'area di Malafede, con la costruzione di un complesso di edilizia popolare da parte dell'INA-Casa, che la chiama "Villaggio Ina Casa", su lotti agricoli di proprietà della contessa Bernocchi, che successivamente verrà chiamato con il nome attuale.

## Architetture religiose
- Chiesa di San Pier Damiani, su piazza San Pier Damiani.
- Chiesa di San Pio da Pietrelcina, su via Paolo Stoppa.
- Chiesa Ortodossa Rumena , su via Ostiense[3]

### Aree Archeologiche
Area archeologia di Casal Bernocchi-Malafede.

## Sport

### Calcio
L'ASD C.V.N. Casal Bernocchi è la locale squadra di calcio. Disputa il Campionato di Prima Categoria.

### Impianti sportivi
- Tiber Golf Club un impianto da 18 buche.[5]

## Infrastrutture e trasporti
|  | È raggiungibile dalla stazione Casal Bernocchi - Centro Giano. |